# The Seldom Seen Kid
The Seldom Seen Kid è il quarto album del gruppo inglese Elbow, uscito nella primavera 2008. L'album, accolto positivamente dalla critica, ha portato il gruppo a vincere il Premio Mercury 2008. Registrato ai Blueprint Studios di Manchester, è il primo album del gruppo a essere interamente auto-prodotto, registrato e mixato senza aiuto esterno. Ne sono stati tratti i singoli Grounds for Divorce, One Day Like This e The Bones of You.
Il 17 gennaio 2009 il gruppo ha eseguito l'intero album negli Abbey Road Studios di Londra assieme alla BBC Concert Orchestra, performance destinata a divenire un cofanetto composto da CD e DVD in vendita a partire dal 30 marzo 2009.

## Tracce
Testi di Guy Garvey, musiche di Elbow, tuttavia di seguito sono riportati gli effettivi compositori di ogni pezzo.
1. Starlings – 5:20 (musica: Craig Potter, Guy Garvey)
2. The Bones of You – 4:49 (musica: Mark Potter, Guy Garvey, Craig Potter)
3. Mirrorball – 5:50 (musica: Guy Garvey, Craig Potter)
4. Grounds for Divorce – 3:39 (musica: Mark Potter, Guy Garvey)
5. An Audience with the Pope – 4:27 (musica: Guy Garvey, Craig Potter, Mark Potter)
6. Weather to Fly – 4:29 (musica: Craig Potter, Guy Garvey)
7. The Loneliness of a Tower Crane Driver – 5:14 (musica: Guy Garvey, Mark Potter)
8. The Fix – 4:27 (musica: Craig Potter, Guy Garvey, Richard Hawley)
9. Some Riot – 5:23 (musica: Craig Potter, Guy Garvey)
10. One Day Like This – 6:34 (musica: Guy Garvey, Craig Potter)
11. Friend of Ours – 4:38 (musica: Guy Garvey)
12. We're Away – 1:59 (musica: Craig Potter)